# Parafia św. Jadwigi w Prusicach
Parafia Świętej Jadwigi w Prusicach – parafia rzymskokatolicka w dekanacie Złotoryja, w diecezji legnickiej.